# 연천 전곡리 구석기축제
연천 전곡리 구석기축제는 경기도 연천군 전곡읍 전곡리 연천 전곡리 유적 인근에서 열리는 구석기축제이다.

## 축제역사
일반인의 고고학적 체험욕구를 충족시키고 인류사에 대한 교육기회를 제공하기 위해 열리는 체험교육행사이다. 1993년 유적관 개관을 맞아 축제가 시작되어 1~7회는 한양대학교에서, 8회부터는 연천군에서 주최하고 있다.
역사·교육·가족 축제라는 슬로건으로 원시체험, 석기제작 등 다채로운 프로그램을 통해 손으로 만져보는 구석기 체험행사를 지향한다. 매년 프로그램이 조금씩 달라지는데, 구석기에 대한 체험과 놀이마당,
공연예술, 선사문화전시, 구석기퍼레이드, 부대행사 등으로 진행된다. 석기제작 및 사용, 석기복원 및 그리기, 석기모형, 움집제작, 가상발굴 등을 통해 구석기 문화를 체험하며, 꼬마돼지잡기(수렵체험), 창던지기(수렵체험), 불피우기 기네스대회, 우리가족 벽화그리기 등에서 구석기 놀이를 즐길 수 있다. 또한 아프리카와 유럽, 아시아의 구석기 유적과 문화에 대한 사진과 유적전시, 군악대와 농악대를 동원한 구석기 시대의 의상과
소품으로 분장한 구석기 인류가 연천읍과 전곡읍을 행진하는 행사가 펼쳐진다. 그외 편지타임캡슐, 글짓기
그림그리기, 내가 꾸민 캐릭터, 내친구 구석기인, 야간 병영체험 등의 부대행사가 꾸며진다.

## 순환버스 운행안내
- 운행기간 : (5일간)
- 운행대수 : 3대
- 운송회사 : 연천교통
- 운행시간 : 오전09:00 ~ 오후21:00
- 운행구간 : 축제장입구➡전곡읍사무소앞➡전곡시외버스터미널➡농협사거리➡한탄강역➡축제장입구
- 운행간격 : 15분
- 운행거리 : 7km
- 운행요금 : 성인 1,000원 , 학생 500원

## 같이 보기
- 전곡선사박물관